# سنتز پروتئین بدون سلول
سنتز پروتئین بدون سلول، که به عنوان سنتز پروتئین آزمایشگاهی یا CFPS نیز شناخته می‌شود، تولید پروتئین با استفاده از ماشین آلات بیولوژیکی در یک سیستم بدون سلول است، یعنی بدون استفاده از سلولهای زنده. محیط سنتز پروتئین در شرایط آزمایشگاهی محدود به شرایط دیواره سلولی یا شرایط هموستاز لازم برای زنده ماندن سلول نیست. بنابراین، CFPS امکان دسترسی مستقیم و کنترل محیط انتقال را فراهم می‌کند که برای تعدادی از کاربردها از جمله بهینه‌سازی تولید پروتئین، ترکیب اسیدهای آمینه غیرطبیعی، برچسب زدن انتخابی و خاص سایت سودمند است. با توجه به ماهیت باز سیستم، می‌توان شرایط مختلف مانند pH، پتانسیل ردوکس، دما و شپرون را مورد بررسی قرار داد. از آنجا که نیازی به زنده ماندن سلول نیست، می‌توان پروتئین‌های سمی تولید کرد.

## مقدمه
اجزای متداول یک واکنش بدون سلول شامل عصاره سلول، منبع انرژی، تأمین اسیدهای آمینه، کوفاکتورهای منیزیم و DNA با ژنهای مورد نظر می باشد. عصاره سلولی با لیز کردن سلول موردنظر و سانتریفیوژ کردن دیواره‌های سلولی، ژنوم DNA و سایر بقایای آن بدست می‌آید. بقایا، ماشین‌های سلولس لازم هستند که شامل ریبوزومها ، سنتزهای آمینواسیل-tRNA ، انتقالهای اولیه و عوامل کشیدگی، نوکلئازها و غیره است.
دو نوع DNA در CFPS قابل استفاده است: پلاسمیدها و الگوهای بیان خطی (LET). پلاسمیدها دایره ای هستند و فقط درون سلول ساخته می‌شوند. LETها می‌توانند بسیار مؤثرتر از طریق PCR ساخته شوند، که DNA را خیلی سریعتر از افزایش سلول‌ها در انکوباتور تکرار می‌کند. در حالی که ساخت LET آسانتر و سریعتر است، بازده پلاسمید معمولاً در CFPS بسیار بیشتر است. به همین دلیل، امروزه تحقیقات زیادی در بهینه‌سازی بازده CFPS LET برای نزدیک شدن به بازده CFPS با پلاسمیدها انجام شده‌است.
منبع انرژی بخش مهمی از واکنش بدون سلول است. معمولاً، یک مخلوط جداگانه حاوی منبع انرژی مورد نیاز به همراه منبع اسیدهای آمینه، برای واکنش به عصاره اضافه می‌شود. منابع رایج عبارتند از فسفنوول پیروات، استیل فسفات و کراتین فسفات.

## مزایا و برنامه‌های کاربردی
CFPS نسبت به سنتز داخل بدن پروتئین‌ها دارای مزایای بسیاری است. قابل توجه‌ترین، واکنش بدون سلول، از جمله آماده‌سازی عصاره، معمولاً ۱ تا ۲ روز طول می‌کشد، در حالی که بیان پروتئین داخل بدن ممکن است ۱–۲ هفته طول بکشد.
CFPS یک واکنش باز است. عدم وجود دیواره سلولی امکان دستکاری مستقیم در محیط شیمیایی را فراهم می‌آورد. نمونه‌ها به راحتی گرفته می‌شوند، غلظت‌ها بهینه می‌شوند و می‌توان واکنش را کنترل کرد. در مقابل، پس از وارد شدن DNA به سلولهای زنده، تا زمان به پایان رسیدن رسیدن سلول و لیز شدن سلولها، این واکنش قابل دسترسی نیست.
یکی دیگر از مزایای CFPS عدم نگرانی از سمیت است. برخی از پروتئین‌های مورد نظر و پروتئین‌های برچسب زده شده هنگام سنتز برای سلول‌ها سمی هستند. از آنجا که از سلولهای زنده استفاده نمی‌شود، سمیت پروتئین محصول جای نگرانی مهمی نیست.
این مزایا کاربردهای بی شماری را فعال می‌کند. کاربرد عمده CFPS ترکیب اسیدهای آمینه غیرطبیعی در ساختار پروتئین است (کد ژنتیکی گسترش یافته را ببینید). بازبودن واکنش برای درج tRNAهای اصلاح شده و اسیدهای آمینه غیرطبیعی که برای چنین واکنشی لازم است، ایده‌آل است.
زیست‌شناسی مصنوعی کاربردهای دیگری دارد و در زمینه‌هایی مانند تکامل پروتئین، نانوماشین‌ها، مدارهای اسید نوکلئیک و سنتز ذرات شبیه ویروس برای واکسن‌ها و دارو درمانی آینده ای روشن است.

## محدودیت‌ها
یکی از چالش‌های مرتبط با CFPS تخریب DNA توسط هسته‌های درون زا در عصاره سلول است. این خصوصاً با LET مشکل ساز است. سلولهااندونوکلئازهایی دارند که به مکانهای تصادفی رشته‌های DNA حمله می‌کنند. با این حال، اگزونوکلئازها که از انتها به DNA حمله می‌کنند بسیار متداول هستند. از آنجا که پلاسمیدها به صورت دایره ای هستند و انتهایی برای آن وجود ندارد که اگزونوکلئازها بتوانند به آن وصل شوند، تحت تأثیر دومی قرار نمی‌گیرند. اما LET، به هر دو مستعد هستند. به دلیل آسیب‌پذیری LET، امروزه تحقیقات زیادی در بهینه‌سازی بازده CFPS LET انجام شده‌است تا به بازده CFPS با استفاده از پلاسمیدها نزدیک شود.
یک نمونه از این محافظت بهبود یافته با پلاسمیدها استفاده از پروتئین باکتری‌خوارهای لامبدا گام است. Gam یک مهار کننده RecBCD است، اگزونوکلئاز موجود در E. coli است. با استفاده از gam، بازده CFPS با LET به میزان قابل توجهی افزایش یافت و با بازده CFPS با پلاسمید قابل مقایسه بود. عصاره خالص همچنین می‌تواند ساخته شود و نگرانی از اگزونوکلئازها را از بین می‌برد. تهیه این عصاره‌ها گران است و در حال حاضر یک راه حل اقتصادی برای مسئله تخریب DNA اگزوژن نیست.

## انواع سیستمهای عاری از سلول
عصاره‌های معمولی سلول‌های مورد استفاده امروزه از(E.coil (ECE، سلول‌های رتیکولو خرگوش (RRL)، جوانه گندم (WGE)، سلول‌های حشرات (ICE) و مخمر Kluyveromyces (سیستم D2P) تهیه می‌شود. همه این عصاره‌ها در دسترس تجاری هستند.
ECE به دلایل مختلف محبوب‌ترین عصاره سلولی است. این ارزان‌ترین عصاره و کمترین زمان برای ایجاد را دارد. همچنین، مقادیر زیادی از باکتری E. coli می‌توان به راحتی رشد کرده‌است، و سپس به راحتی از طریق استفاده از لیز همگن‌ساز یا فراصوت. ECEهمچنین بالاترین بازده پروتئین را فراهم می‌کند. با این حال، تولید با بازده بالا می‌تواند پیچیدگی پروتئین سنتز شده، به ویژه در اصلاح پس از انتقال را محدود کند. در این راستا، سیستم‌های یوکاریوتیک با کارایی پایین‌تر می‌توانند سودمند باشند، به شرطی که سیستم‌های آنزیمی اصلاح شده در عصاره‌ها حفظ شده باشند.
هر سیستم یوکاریوتی مزایا و مضرات خود را دارد. به عنوان مثال، عصاره WGE بالاترین بازده از سه عصاره یوکاریوتیک را ایجاد می‌کند. با این حال، برای برخی از تغییرات پس از انتقال مانند گلیکوزیلاسیون مؤثر نیست. هنگام انتخاب یک عصاره، نوع اصلاح پس از انتقال، بازده مطلوب و هزینه باید در نظر گرفته شود.

## تاریخ
سنتز پروتئین بدون سلول بیش از ۶۰ سال است که مورد استفاده قرار می‌گیرد، و مشخصاً اولین توضیح یک کدون توسط مارشال نیرنبرگ و هاینریش جی متیایی در سال ۱۹۶۱ در انستیتوی ملی بهداشت انجام شد. آنها از یک سیستم عاری از سلول برای ترجمه یک توالی RNA پلی اوراسیل (یا UUUUU … به صورت بیوشیمیایی) استفاده کردند و دریافتند که پلی پپتیدی که آنها سنتز کرده‌اند فقط از اسید آمینه فنیل آلانین تشکیل شده‌است. بدین ترتیب آنها از این پلی فنیل آلانین نتیجه گرفتند که کد UUU فنیل آلانین اسید آمینه را مشخص کرده‌است. با گسترش این کار، نیرنبرگ و همکارانش توانستند آرایش نوکلئوتیدی هر کدون را تعیین کنند.